# Новое Байбатырево
Но́вое Байба́тырево (чув. Çĕнĕ Пăва) — село в Яльчикском районе Чувашии. Относится к Новошимкусскому сельскому поселению.

## География
Расстояние до Чебоксар 166 км, до райцентра 11 км, до ж.-д. станции 77 км. Расположено на правобережье реки Малая Була. 

### Административно-территориальное положение
В 18 в.— 1917 г. в составе Аринской волости Свияжского уезда, 
в 1917—1920 гг. в составе Новошимкусской волости Тетюшского уезда;

в 1920—1921 гг. в составе Тетюшского кантона;

в 1921—1927 гг. в составе Батыревского уезда;

в 1927—1935 гг. в составе Новобайбатыревского сельского совета Малояльчиковского района;

в 1935—1962 гг. в составе Яльчиковского района, с 29 января 1960 года в Новошимкусском сельском совете;

в 1962—1965 гг. в составе Батыревского района;

с 1965 года вновь в составе Яльчикского района.

## История
Основано в XVII веке. Жители до 1724 года — ясачные люди, до 1866 — государственные крестьяне; занимались земледелием, животноводством, отхожими промыслами. Функционировала церковно-приходская школа. В 1929 году образован колхоз «Сатурн».

## Население
| 2010 | 2012 |
| ---- | ---- |
| 475  | ↗553 |

## Инфраструктура
Улицы: Восточная, Молодёжная, Набережная, Овражная, Садовая, Тракторная, Трудовая, Центральная.

## Памятники и памятные места
- памятник архитектуры (региональный) Курган срубной культуры (на берегу р. Булы, неподалёку от церкви)[6][7];
- Стела со списками воинов-земляков, погибших на фронтах Великой Отечественной войны 1941—1945 гг. (у входа на кладбище);
- Обелиск в честь  воинов-земляков, павших в боях за Родину в Великой Отечественной войне 1941—1945 гг. (перед Новобайбатыревским СДК)[8].

## Люди, связанные с селом
- Христофоров, Иван Иванович